# Castello di Villar Dora
Il castello di Villar Dora è una residenza feudale medioevale, fra le meglio conservate della valle di Susa, situato su una piccola collina rocciosa nel centro del paese.

## Storia

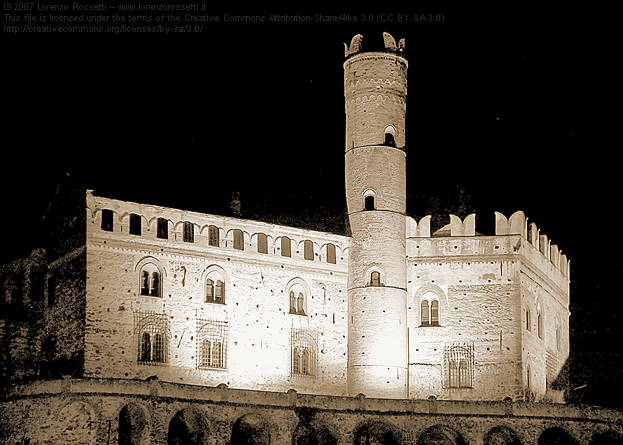
Il castello di Villar Dora in una ripresa notturna

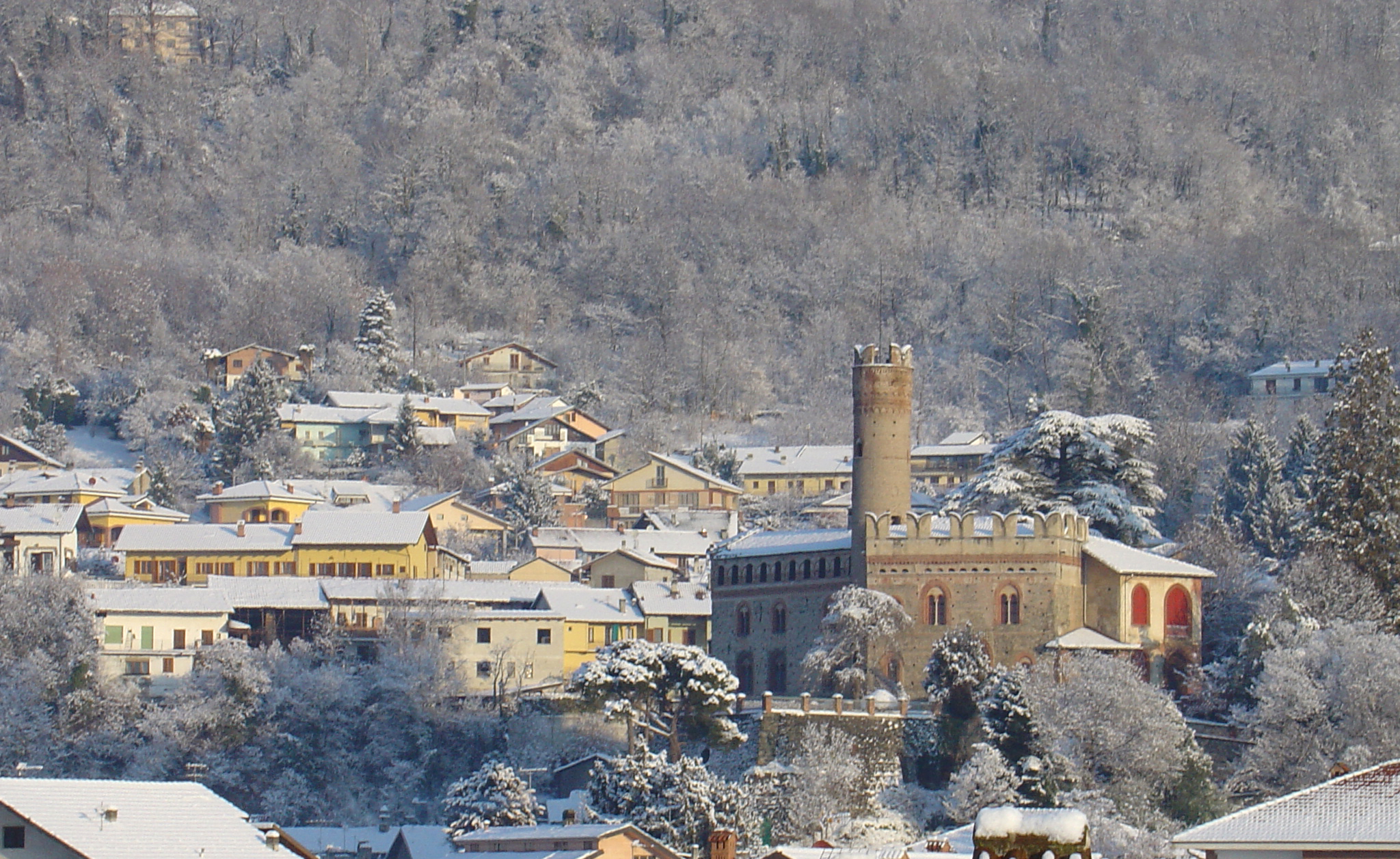
Il castello di Villar Dora innevato

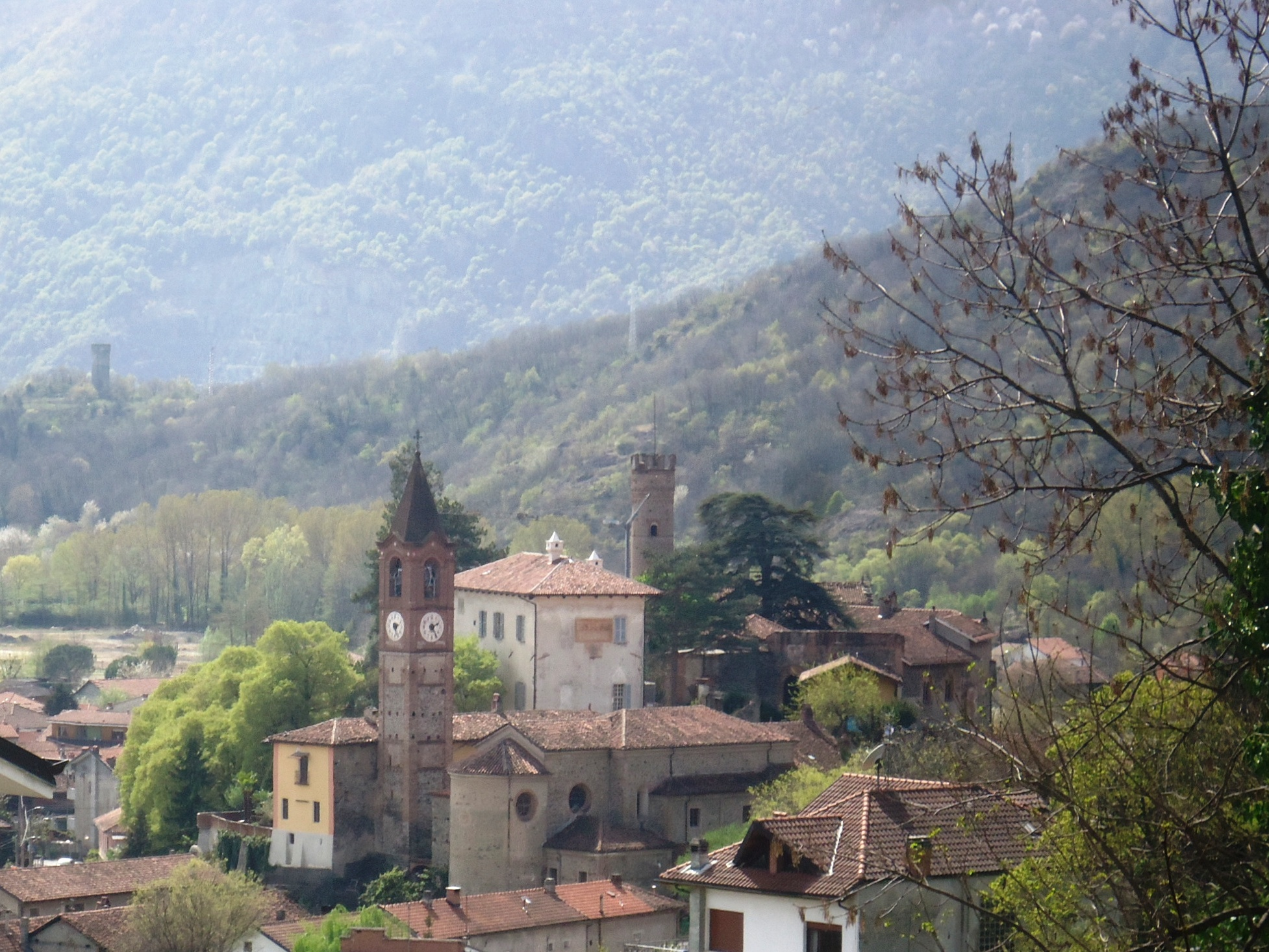
La collina del castello di Villardora con la chiesa parrocchiale, vista da nord

La collina dove sorge il castello costituiva già un insediamento nei primi secoli dell'Era volgare, come testimoniato da alcuni reperti romani (lucerne e lacrimatoi), qui rinvenuti nel XIX secolo.
La sua importanza strategica fu teatro di rilevanti episodi storici. Si narra fra l'altro che ai suoi piedi si svolse una delle battaglie decisive tra Costantino e Massenzio per il possesso della città di Susa. In seguito si ebbe anche lo scontro decisivo tra i Franchi e i Longobardi.
A partire dall'anno 1287, grazie ad alcuni documenti, si può dedurre la struttura dell'edificio detto "Castrum Villaris Almexii". Esso era costituito da tre torrioni collegati da una cinta muraria costruita con tecnica a "lisca di pesce", visibile ancora oggi nella parte bassa dei muri perimetrali.
Nel 1332, l'edificio diventò di proprietà di Stefano, Tommaso e Giovannino Provana. Questi erano i figli di Giordano Provana di Carignano e signori dei castelli di Bardassano e di Pianezza. Ceduto nel 1337 ai Bergognino, nel 1359 il castello fu acquistato da Pietro e Daniele Provana, con i quali ebbe inizio il ramo dei Provana del Villar, che si estinguerà a fine Ottocento.
Tra la metà del XIV secolo e la metà del XV secolo, i feudatari della famiglia Provana procedettero ad una ristrutturazione secondo lo stile gotico, sfruttando alcune costruzioni preesistenti e realizzandone di nuove. La zona verso sud-ovest divenne il corpo centrale del castello, costituito da tre unità consecutive: il Palacium (il vecchio torrione meridionale), la torre cilindrica e l'ala di Margaretha De Rotariis.
Si tramanda che nel 1418 Papa Martino V Colonna tornando dal Concilio di Costanza si sia fermato nel Castello. I vari rami della importante famiglia Provana si ritovarono nel luogo e fornirono al Papa un esercito per scrortarlo nel suo ritorno a Roma. Come ringraziamento il Papa concesse l'onore ai Provana di inquartare il loro stemma con la colonna dello stemma dei principi Colonna.
Nel corso del XVII secolo fu realizzato l'edificio detto Ca'Bianca nel luogo ove sorgeva il torrione settentrionale. Questo fu danneggiato, assieme alla "sala d'armi", nel 1691 ad opera delle truppe francesi del maresciallo Catinat.
A fine Ottocento si estinse la famiglia Provana del Villar, e la proprietà del castello, per successione dinastica, passa ai conti Antonielli d’Oulx che lo detengono tutt’oggi. Cesarina, figlia di Vincenzo Gioachino, ultimo dei Provana, era infatti sposata con Angelo Antonielli d’Oulx. Il figlio Annibale iniziò a ristrutturarlo facendo realizzare i giardini, sostenuti da una serie di possenti arcate.
Nella prima metà degli anni dieci del XX secolo furono effettuati molti lavori di restauro, che restituirono al corpo centrale del castello il suo aspetto originale medievale. Fra le opere eseguite, si ricordano l'asportazione gli intonaci settecenteschi e ottocenteschi, la riapertura delle bifore e la fedele ricostruzione degli elementi architettonici andati perduti nel tempo.
Attualmente il castello, ancora di proprietà della famiglia dei conti Antonielli d'Oulx, è utilizzato come residenza privata.